# Легенда Карпат
«Легенда Карпат» (англ. Legends of Carpathians) — український пригодницький історичний фільм, знятий Сергієм Скобуном. Фільм розповідає про ватажка визвольного руху карпатських опришків у XVIII столітті Олексу Довбуша.
В український широкий прокат стрічка вийшла 29 березня 2018 року. Робоча назва — «Олекса Довбуш: Легенда Карпат».

## У головних ролях
- Валерій Харчишин — Олекса Довбуш
- Марія Яремчук — Марічка, кохана Довбуша
- Михайло Грицкан — дядько Олекси Довбуша
- Богдан Ластівка — пан Пшелуцький
- Захар Новицький — пан Тишківський
- Олександр Кошара — Іван Довбуш
- Олександр Малайко — Василь Орфенюк
- Юрій Марчак — Батько Марічки
- Анатолій Чумаченко — Мольфар
- Надія Бокатуро — Надія
- Анна Стерлікова — Ганна
- Ольга Скобун — Одарочка
- Василь Угрин — Священик
- Дмитро Рудий — Чорногуз
- Олександр та Юрій Скобун — Близнюки Джимиджуки
- Сергій Ахременко — Андрій Лаврів
- Олександр Скобун — юнак-опришок
- Василь Козьма — Танасович
- Сергій Харченко — Лелет
- Григорій Руденко-Краєвський — Зозуля
- Сергій Лефор — Пан Кульчицький

## Виробництво

Перший промо-постер до фільму (2017)

Спершу «Легенду Карпат» анонсували як телевізійний серіал, а робота і підготовка до зйомок телесеріалу «Легенда Карпат» почалися восени 2014 року. Перші зйомки телесеріалу відбулися 2015-го.
У серпні 2017 стало відомо, що замість серіалу створять художній фільм для кінопрокату.

## Кошторис
Фільм знімали без державного фінансування від Держкіно. Кошторис стрічки склав 4,5 мільйона гривень.

## Саундтрек
Гурт «Друга ріка» за участю Національного академічного оркестру народних інструментів записав пісню «Хто, якщо не ти?» у новій обробці, спеціально для фільму «Легенда Карпат».

## Реліз

### Кінопрокатний реліз
17 травня 2017 року у рамках Кіноринку 70-го Каннського кінофестивалю творці презентували трейлер і фрагмент екшн-фільму «Легенда Карпат». Спочатку вихід стрічки в український прокат планували на грудень 2017 року, але згодом режисер стрічки Сергій Скобун повідомив у жовтні 2017 року, що стрічка вийде орієнтовно у квітні 2018 від дистриб'юторської компанії UFD.
В український широкий прокат стрічка вийшла 29 березня 2018 року.
Стрічка була також представлена на відкритих показах для української діаспори та іноземних глядачів у Великій Британії та США.

### Реліз на домашньому відео
За місяць до початку кінопрокату в Україні фільм став доступний 14 лютого 2018 року на VOD та DVD для глядачів Південної Кореї (з оригінальною українською аудіодоріжкою та корейськими субтитрами); тамтешній дистриб'ютор Media Inc локалізував назву як Останній Робін Гуд (кор. 라스트 로빈후드). Згодом фільм став доступний 6 січня 2020 року на VOD та DVD для глядачів США (з англомовним дубляжем та англійськими субтитрами); тамтешній дистриб'ютор High Octane Pictures локалізував назву як Легенда Карпат (анл. Legend of the Carpathians).

## Касові збори
За перший вікенд стрічка зібрала в Україні 884 тисячі гривень (34 тис. дол.), у кінотеатрах фільм переглянуло майже 11 тисяч глядачів.
Загалом, за три тижні прокату в Україні фільм переглянуло 19,3 тисячі глядачів, а касові збори склали 1,6 млн грн.
Касові збори стрічки в міжнародному прокаті станом на 2 травня 2018 року складали 121 тис. дол.

## Відгуки критиків
Українські кінокритики відгукнулися про стрічку негативно. Серед недоліків фільму згаданих кінокритиком видання «ДМ» Ігорем Грабовичем: слабкий сценарій, недостатній рівень історичної достовірності, слабка режисура та фільмування та неправдоподібна гра більшості акторів.

## Нагороди та номінації
| Список нагород та номінацій          | Список нагород та номінацій | Список нагород та номінацій                     | Список нагород та номінацій | Список нагород та номінацій | Список нагород та номінацій |
| Кінопремія                           | Дата церемонії              | Категорія                                       | Номінант(и)                 | Результат                   | Дж                          |
| ------------------------------------ | --------------------------- | ----------------------------------------------- | --------------------------- | --------------------------- | --------------------------- |
| Marbella International Film Festival | 2017                        | Найкращий повнометражний фільм                  | Легенда Карпат              | Номінація                   | [ 24 ]                      |
| Коронація слова                      | 2016                        | Спеціальна відзнака від Одеського Кінофестиваля | Легенда Карпат              | Перемога                    | [ 25 ]                      |